# Orthonops icenoglei
Espèce
Orthonops icenoglei est une espèce d'araignées aranéomorphes de la famille des Caponiidae.

## Distribution
Cette espèce se rencontre aux États-Unis dans le Sud de l'Arizona et de la Californie et au Mexique dans le Nord du Sonora,.

## Description
Le mâle holotype mesure 3,38 mm et la femelle paratype 5,04 mm.

## Étymologie
Cette espèce est nommée en l'honneur de Wendell R. Icenogle.

## Publication originale
- Platnick, 1995 : A revision of the spider genus Orthonops (Araneae, Caponiidae). American Museum novitates, no 3150, p. 1-18 (texte intégral).